# Станіслав Грон
Станіслав Грон (словац. Stanislav Gron; 28 жовтня 1978 у м. Братислава, ЧССР) — словацький хокеїст, центральний нападник. 
Вихованець хокейної школи «Слован» (Братислава). Виступав за «Слован» (Братислава), «Ружинов-99» (Братислава), «Сієтл Брейкерс» (ЗХЛ), «Кутеней Айс» (ЗХЛ), «Юта Гріззліз» (ІХЛ), «Олбені-Рівер Ретс» (АХЛ), «Нью-Джерсі Девілс», ХК «Вітковіце», «Славія» (Прага), МсХК «Жиліна», ХК «Дуйсбург», ХК «Кошице».
У складі національної збірної Словаччини провів 25 матчів (2 голи); учасник чемпіонату світу 2010. У складі молодіжної збірної Словаччини учасник чемпіонатів світу 1997 і 1998. У складі юніорської збірної Словаччини учасник чемпіонату Європи 1996.
Досягнення
- Чемпіон Словаччини (2006, 2009, 2010, 2011).